# Das schwarze Buch der Farben
Das schwarze Buch der Farben ist ein Bilderbuch über Farben und ihre Wahrnehmung. Das Buch mit dem Text von Menena Cottin und Bildern von Rosana Faría erschien 2006 in Mexiko unter dem spanischen Titel El libro negro de los colores bei Ediciónes Tecolote, die deutsche Übersetzung von Helga Preugschat 2008 bei Fischer Schatzinsel. Das Besondere ist, dass sich das Buch sowohl an sehende als auch blinde Kinder richtet.

## Inhalt und Gestaltung
Auf zehn Doppelseiten werden verschiedene Farben vorgestellt. Thomas, der Erzähler, charakterisiert jede Farbe in einem kurzen Satz, in dem er beschreibt, was er mit der Farbe verbindet. Dies kann der Geschmack oder Geruch eines Gegenstandes sein, der diese Farbe hat, aber auch Gefühle oder Geräusche. So ist Rot für ihn unter anderem „so süß wie eine Erdbeere“.
Das Buch erzählt keine fortlaufende Handlung, sodass die einzelnen Farben unabhängig nebeneinander stehen, dennoch beziehen sie sich in ihrer Abfolge teilweise aufeinander. So folgt auf das Blau des Himmels das Weiß der Wolken und schließlich das Bunt des Regenbogens.
Der Text ist jeweils auf der linken Seite in Brailleschrift geprägt und darunter in weißer Schrift auf schwarzem Grund gedruckt. Auf der rechten Seite befindet sich ein Bild, das reliefartig mit schwarzem Lack ebenfalls auf schwarzem Grund dargestellt wird und so gefühlt und betrachtet werden kann.
Abgeschlossen wird das Buch mit einer Übersicht über das Braille-Alphabet.
Zum Buch gibt es auch eine Hörbuch-Fassung im DAISY-Format.

## Rezeption
Das Buch wurde von vielen Kritikern gelobt, gewann eine Reihe von Auszeichnungen und wurde in 18 Sprachen übersetzt.
In Italien wurde das Buch 2007 mit dem Bologna Ragazzi Award in der Kategorie New Horizons ausgezeichnet. Die Jury lobte die „pädagogische und ethische Prägung“ und die „nüchterne grafische Eleganz“. Das Buch überwinde Barrieren zwischen Sehenden und Blinden.
The New York Times Book Review nahm das Buch 2008 in die Liste der Best Illustrated Children’s Books auf. Leonard S. Marcus beschrieb das Buch als „intellektuell herausfordernd“, „grafisch bemerkenswert“ und „elegant“. Es erinnere den Leser daran, dass wir einen Großteil unserer Zeit im Dunkeln sind und dass die Vorstellungskraft dabei als drittes Auge dienen könne.
Jens Thiele zeigte sich in seiner Rezension in der Süddeutschen Zeitung fasziniert von dem Buch und lobte seine „bibliophile Aufmachung“. Großer Dank gebühre dem Buch bereits dafür, dass es Schwarz, die Farbe, die in Bilderbüchern traditionell als zu dunkel und düster gemieden werde, in den Vordergrund rückt. In diesem Zusammenhang kritisiert er aber auch, dass es „ungewollt das Bild von Blindheit schwärzer zeichnet als es ist“.
In Österreich wurde das Buch 2009 mit einer Kröte des Monats geehrt. Kathrin Wexberg hob hervor, dass „nicht das Defizit des Blindseins betont [wird], sondern vielmehr der Reichtum der Sinneswahrnehmungen, die dennoch möglich sind“.

## Ausgaben
- Menena Cottin, Rosana Faría: El libro negro de los colores. Ediciónes Tecolote, 2006, ISBN 978-970-971-840-9.
- Menena Cottin, Rosana Faría: Das schwarze Buch der Farben. Fischer Verlag, Frankfurt, 2008 (1. Aufl.) bis 2013 (5. Aufl.), ISBN 978-3-596-85305-2.
- Menena Cottin, Rosana Faría: Das schwarze Buch der Farben. Argon Verlag, 2008. Hörbuch im DAISY-Format.